# Сінешть (комуна, Яломіца)
Сінешть, Сінешті (рум. Sinești) — комуна у повіті Яломіца в Румунії. До складу комуни входять такі села (дані про населення за 2002 рік):
- Ботень (6 осіб)
- Кетрунешть (357 осіб)
- Ліведя (89 осіб)
- Лілієч (700 осіб)
- Сінешть (1368 осіб)
- Хаджієшть (83 особи)

Комуна розташована на відстані 26 км на північний схід від Бухареста, 78 км на захід від Слобозії, 135 км на південний схід від Брашова.

## Населення
За даними перепису населення 2002 року у комуні проживали 2603 особи.
Національний склад населення комуни:
| Національність | Кількість осіб | Відсоток |
| -------------- | -------------- | -------- |
| румуни         | 2273           | 87,3%    |
| цигани         | 327            | 12,6%    |
| українці       | 1              | < 0,1%   |
| німці          | 1              | < 0,1%   |
| серби          | 1              | < 0,1%   |

Рідною мовою назвали:
| Мова       | Кількість осіб | Відсоток |
| ---------- | -------------- | -------- |
| румунська  | 2305           | 88,6%    |
| циганська  | 296            | 11,4%    |
| українська | 1              | < 0,1%   |
| німецька   | 1              | < 0,1%   |

Склад населення комуни за віросповіданням:
| Релігія        | Кількість осіб | Відсоток |
| -------------- | -------------- | -------- |
| православні    | 2595           | 99,7%    |
| п'ятдесятники  | 2              | 0,1%     |
| греко-католики | 2              | 0,1%     |
| бретрени       | 2              | 0,1%     |
| римо-католики  | 1              | < 0,1%   |
| не релігійні   | 1              | < 0,1%   |

## Зовнішні посилання
- Дані про комуну Сінешть на сайті Ghidul Primăriilor [Архівовано 6 грудня 2008 у Wayback Machine.]